# لغة الخاكاس

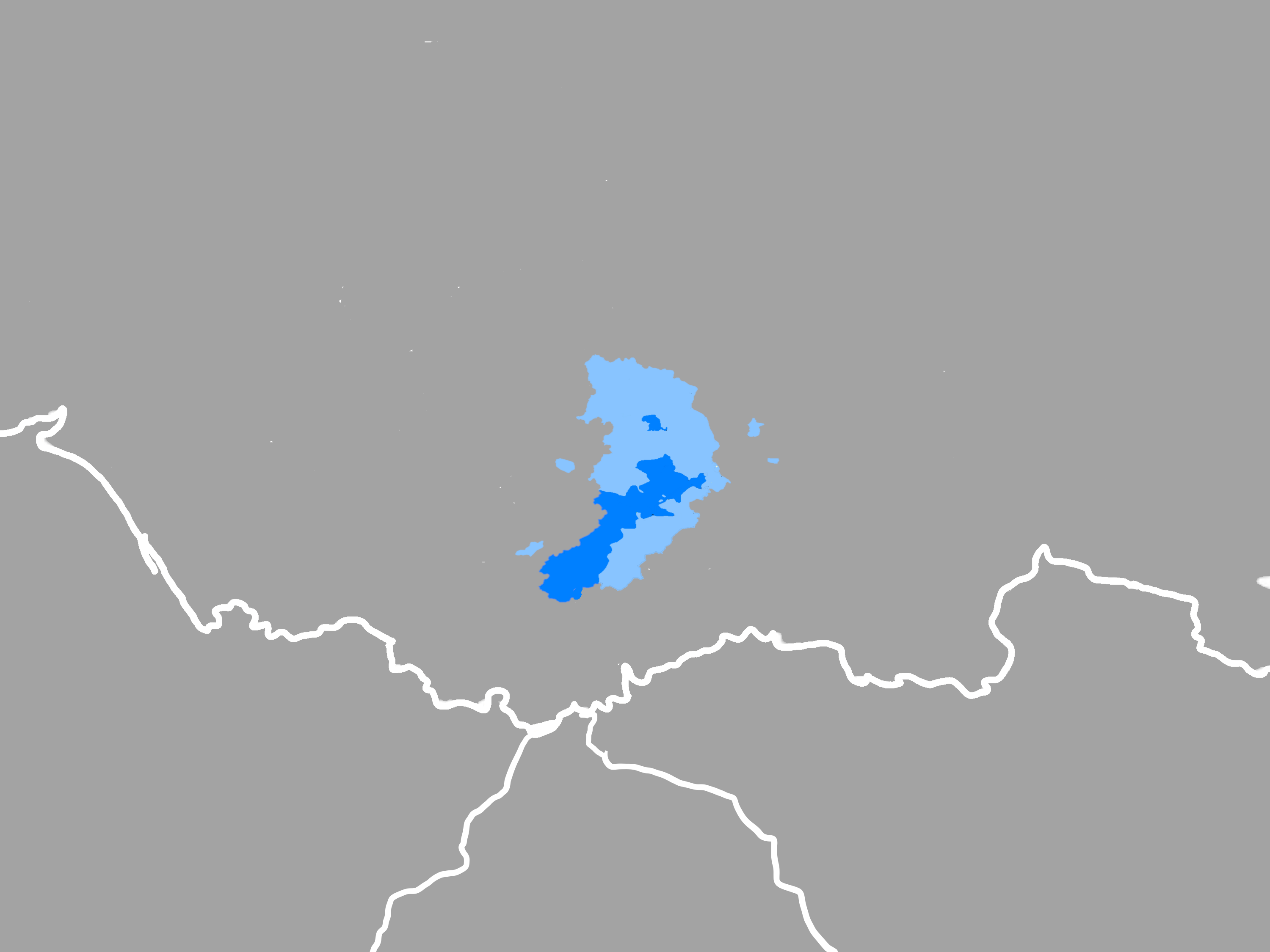
مناطق تحدث لغة الخاكاس

لغة الخاكاس (بالخاكاسية: Khakas tîlî) هي لغةٌ أتراكيةٌ ينطق بها شعب الخاكاس، الذي يعيش بمعظمه في الجنوب الغربي من جمهورية خاكاس السيبيرية أو خاكاسيا في روسيا. يبلغ تعداد شعب الخاكاس ما يقارب 75000 نسمة منهم 20000 ممن يجيدون الخاكاسية، وهم بمعظمهم ثنائيو اللغة مع الروسية.
تُقسم لغة الخاكاس تقليدياً إلى عدة لهجات متقاربة تأخذ أسماءها من أسماء القبائل المختلفة: ساغاي، كاتشا، كويبال، بيلتير، وكيزيل. في الواقع تمثل هذه المسميات وحداتٍ إداريةً سابقة أكثر من تمثيلها لمجموعاتٍ قبلية أو لغوية. يُسمي الشعب الناطق بكل تلك اللهجات نفسه بشعب التادر (التتار).

## التاريخ والتوثيق
يرجع أول تسجيلٍ مكتوبٍ للغة الخاكاس إلى أواسط القرن التاسع عشر، فقد كتب اللغوي الفنلندي ماثياس كاسترين، الذي سافر متنقلاً في شمال ووسط آسيا ما بين العامين 1845 و 1849، كتب دراسةً تناول فيها لهجة الكويبال الخاكاسية؛ كما سافر ويلهيلم رادلوف متنقلاً في جنوب سيبيريا ما بين العامين 1859 و 1870، وقد نُشرت نتائج أبحاثه في قاموسه المؤلف من أربعة مجلداتٍ وفي سلسلة النصوص الأتراكيةِ المؤلفةِ من عشرة مجلداتٍ تَظهر المادة الخاكاسية في المجلد الثاني منها، حيث قُدّمت مرفقةً بترجمةٍ ألمانية. قدّم كاتانوف المنتمي إلى الساغاي وأحد تلاميذ رادلوف المجلد التاسع من السلسلة، الذي يضم المزيد من المادة الخاكاسية المترجمة إلى الروسية.
لم تتطور اللغة الأدبية الخاكاسية إلا بعد الثورة الروسية التي وقعت في العام 1917، حيث ارتكزت بشكل أساسي على لهجتي الساغاي والكاتشا.
في العام 1924 تم استنباط أبجدية سيريلية لكتابة لغة الخاكاس، وقد تمت الاستعاضة عنها بأبجدية لاتينية في العام 1929، وبأبجدية سيريلية جديدة في العام 1939.
في العام 2012 قامت بعثة من مشروع "Enduring Voices" بتوثيق لغة «الهيزلي» التي تعدّ رسمياً إحدى لهجات الخاكاس إلا أن الناطقين بها يعدّونها لغةً قائمة بذاتها.

## التصنيف
تعدّ لغة الخاكاس جزءاً من اللغات الأتراكية الشمالية الشرقية، والتي تضم كلاً من لغات الشور، والتشوليم، والتوفان، والتوفا، والساخا (لغة ياقوتية)، والدولغان. كما تنتمي هذه اللغة إلى مجموعةٍ لغويةٍ أكبر تضم كلاً من اللغات السامودية، والكاماسيان، والماتور. 